# Misiune în forță
Misiune în forță (în engleză The Hard Corps) este un film de acțiune american din 2006 scenarizat și regizat de Sheldon Lettich și avându-i în rolurile principale pe Jean-Claude Van Damme, Raz Adoti și Vivica A. Fox.
Filmările au fost realizate în Canada, dar o secvență a fost filmată și în România în ianuarie 2006 pe platourile Castel Film.

## Rezumat
Phillip Sauvage (Jean-Claude Van Damme) este un fost soldat american care suferă de tulburări de stres posttraumatic cauzate de activitățile la care a luat parte în Irak și Afganistan. El este solicitat de Clarence Bowden (Julian D. Christopher), fostul său ofițer comandant, pentru a lucra ca bodyguard pentru fostul campion mondial la box categoria grea și acum om de afaceri de succes Wayne Barclay (Raz Adoti).
Eliberarea din închisoare a mogulului rap Terrell Singletery (Viv Leacock) a cauzat îngrijorarea Tamarei (Vivica A. Fox), sora lui Wayne, care decide să adopte o acțiune pro-activă prin angajarea lui Bowden și Sauvage, deoarece Singletery proferase amenințări de numeroase ori în trecut față de singurul om responsabil pentru încarcerarea lui - Barclay însuși.
Prima noapte în activitatea de bodyguard nu decurge bine pentru Sauvage și Bowden, iar Bowden este ucis în timpul unei tentative de asasinat asupra lui Barclay dintr-un Hummer plin cu bandiți trimiși de Singletery și înarmați cu arme de foc Uzi. Sauvage hotărăște să continue lupta, ceea ce înseamnă aducerea ca ajutor a prietenului său Casey Bledsoe (Mark Griffin) și formarea unor noi recruți împotriva dorinței sale.
Barclay insistă ca Sauvage să-și formeze echipa sa de gărzi de corp, prin angajarea sportivilor de la sala de antrenament a lui Barclay. Dar aceștia se dovedesc a fi nepregătiți. În plus, Barclay îl suspectează pe Sauvage că are o relație cu sora sa Tamara, pe care o observase sărutându-l pe obraz într-o noapte. Împotriva lui Barclay sunt organizate și alte tentative de asasinat, dar fostul militar american se dovedește a fi o gardă de nădejde și reușește să-l apere. În timpul unei astfel de încercări, Singleterry este ucis.

## Distribuție
- Jean-Claude Van Damme - Phillippe Sauvage
- Raz Adoti - Wayne Barclay
- Vivica A. Fox - Tamara Barclay
- Peter Bryant - Kendall Mullins
- Ron Bottitta - detectivul Teague
- Viv Leacock - Terrell Singletery
- Adrian Holmes - Cujo
- Mark Griffin - Casey Bledsoe
- Ronald Selmour - Simcoe
- Aaron Au - Kim
- Dexter Bell - High Dog
- Julian D. Christopher - Clarence Bowden
- Nneka Croal - Jessie Otero
- Sharon Amos - Lydia
- Doron Bell, Jr. - Leonard

## Producție
Filmările au fost realizate în mai multe locații statul Columbia Britanică (Canada) și anume 2601 Lougheed Hwy, Coquitlam; Coquitlam; Langley; Riverview Hospital, Coquitlam și Vancouver, dar și pe platourile Castel Film din București (România).

## Home media
La 29 ianuarie 2007, DVD-ul filmului a fost lansat de Sony Pictures Home Entertainment în Marea Britanie.